# Diecezja Savannah
Diecezja Savannah – (łac. Dioecesis Savannensis, ang. Roman Catholic Diocese of Savannah) – rzymskokatolicka diecezja ze stolicą w Savannah, w stanie Georgia, we wschodniej części Stanów Zjednoczonych.
Jest częścią regionu XIV (FL, GA, NC, SC). Terytorium diecezji obejmuje południowe hrabstwa stanu Georgia.

Diecezja została ustanowiona 3 lipca 1850 r. przez papieża Piusa IX, a ks. Francis Xavier Gartland został mianowany pierwszym biskup Savannah.

## Parafie
- St. Peter the Apostle Parish
- Most Blessed Sacrament Parish
- St. James’s Parish
- St. Michael's Parish
- Sacred Heart Parish
- St. Benedict the Moor Parish
- Our Lady of Lourdes Parish
- St. Boniface Parish
- St. William's Parish
- St. Frances Cabrini Parish
- The Nativity of Our Lord-St. Peter and Paul Parish
- Immaculate Conception Parish

## Biskupi diecezji Savannah
- Francis Xavier Gartland (1850–1854)
- John Barry (1857–1859)
- Augustin Verot (1861–1870)
- Ignatius Persico (1870–1874)
- William Hickley Gross (1873–1885)
- Thomas Albert Andrew Becker (1886–1899)
- Benjamin Joseph Keiley (1900–1922)
- Michael Joseph Keyes (1922–1935)
- Gerald Patrick Aloysius O’Hara (1935–1959)
- Thomas Joseph McDonough (1960–1967)
- Gerard Louis Frey (1967–1972)
- Raymond Lessard (1973–1995)
- John Kevin Boland (1995–2011)
- Gregory Hartmayer OFMConv. (2011–2020)
- Stephen Parkes (od 2020)